# 基督会
基督会（英語：Christian Church (Disciples of Christ)）是一个基督教宗派。

## 歷史
1811年，西維吉尼亞州的長老會内的湯瑪斯·甘貝爾和亞歷山大·甘貝爾父子提倡宗派合一，1827年开始组成獨立教会。1874年联合组成差会进行海外传教。1968年正式設立組織。

## 现状
基督会是个开放的宗派，接纳各宗派信徒。提倡宗派联合。
- 实行信徒受浸。
- 实行公理制。
- 信仰自由：鼓励信徒读经、祷告。

2005年，总会选出女牧师 Dr. Sharon Watkins，成为该宗派中第一个女性领袖。
- 总部：美国印第安纳州印第安纳波利斯。

## 杰出成员
- 詹姆斯·加菲尔德，第二十任美国总统
- 林登·约翰逊，第36任美国总统
- 罗纳德·里根，第40任美国总统
- J. William Fulbright，来自阿肯色州的美国参议员
- John Tanner，来自田纳西州的国会议员
- Lew Wallace，作家和美国内战将军
- Edgar Cayce，通灵者和医治者- 他的非正统“阅读”与他的基督信仰的冲突

## 加盟
- Churches Uniting in Christ
- National Council of Churches
- World Convention of Churches of Christ
- World Council of Churches

## 人物
- 亞歷山大·甘貝爾（Alexander Campbell）